# لمبرهرست
لمبرهرست (به انگلیسی: Lamberhurst) یک روستا و محله مدنی در بریتانیا است که در Tunbridge Wells واقع شده‌است. لمبرهرست ۱٬۷۰۶ نفر جمعیت دارد.